# ローマ駅 (クイーンズランド州)
ローマ駅（英語：Roma railway station）はオーストラリアクイーンズランド州ミッチェル ステーション・ストリート39にあるクイーンズランド鉄道ウェスタン線の駅。

## 利用可能な鉄道路線／列車
クイーンズランド鉄道トラベルトレインの停車する列車は下記の通り。
ブリスベンとチャールビル間の夜行長距離列車ザ・ウェストランダー号 …ブリスベン方面 水・金、チャールビル方面 水・金 停車 